# Кезевадзе, Левани Автандилович
Левани Автандилович Кезевадзе (24 января 1981, Кутаиси, Грузинская ССР, РСФСР, СССР) — российский борец греко-римского стиля, призёр чемпионата России, обладатель Кубка мира в команде, Заслуженный тренер России

## Биография
В январе 2005 на чемпионате России в Саранске, уступив в финале Алексею Мишину, стал серебряным призёром. После окончания спортивной карьеры работает тренером. Его воспитанник Давит Чакветадзе на Олимпиаде в Рио-де-Жанейро стал победителем.

## Спортивные результаты
- Чемпионат мира по борьбе среди кадетов 1997 — ;
- Чемпионат мира по борьбе среди юниоров 2000 — 5;
- Чемпионат мира по борьбе среди юниоров 2001 — 6;
- Кубок мира по борьбе 2001 (команда) — ;
- Чемпионат России по греко-римской борьбе 2005 — ;
- Кубок мира по борьбе 2005 — ;
- Кубок мира по борьбе 2005 (команда) — ;

## Интересные Факты
- В 2005 году Левани Автандилович вышел в финал Чемпионата России и уступил Алексею Мишину. Спустя 10 лет на Чемпионате России 2015-го года Давит Чакветадзе – ученик Левани Кезевадзе, вышел в финал и одолел того же Алексея Мишина со счетом 4:1.
- Левани Кезевадзе является первым тренером по греко-римской борьбе , воспитавший Олимпийского Чемпиона родом из Кутаиси.